# 索尼Xperia Z Ultra
Sony Xperia Z Ultra是日本電子公司Sony於2013年6月25日於上海發佈，擁有6.44英寸大屏幕的旗艦級智慧型手機（又稱Phablet），搭載Snapdragon Qualcomm Snapdragon 800 - 2.2GHz 四核心處理器及2G RAM，並配有8MP拍照(無搭配LED閃光燈)、Full HD錄影的Exmor RS鏡頭，配備Full HD解像的Sony Triluminos with X-Reality for mobile，OptiContrast 面板技術，Sensor on lens 觸控技術，及與Xperia ZR一樣都具備的IP58 防水防塵認證。

## 設計

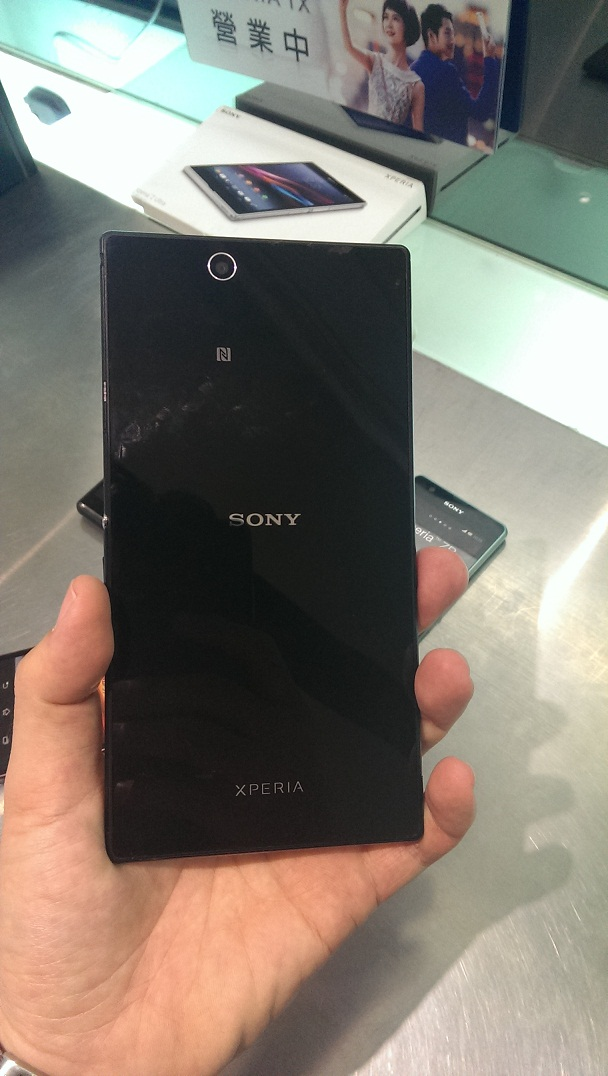
Sony Xperia Z Ultra背面
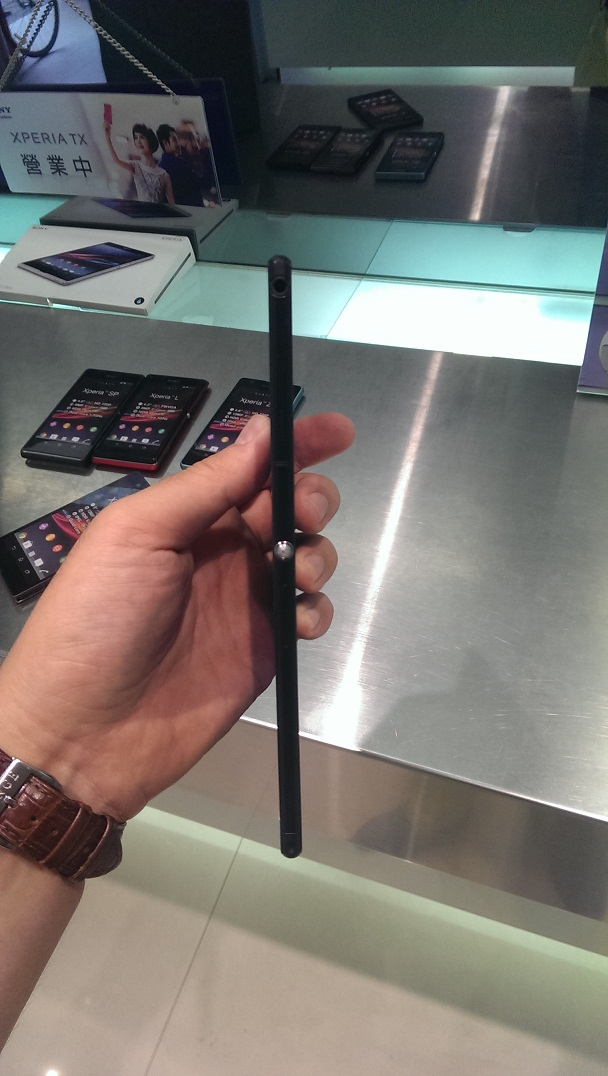
Sony Xperia Z Ultra側面

## 顏色
顏色包括：
| 顏色 | 名稱 | 英語   |
| ---- | ---- | ------ |
|      | 黑色 | Black  |
|      | 白色 | White  |
|      | 紫色 | Purple |

## 外部連結
- 索尼官方網站 （页面存档备份，存于）（中文）